# 鮮于亮
鮮于 亮（せんう りょう、生没年不詳）は、五胡十六国時代前燕の人物。范陽郡の出身。

## 生涯
とても立派な容貌をしていたという。
もともと後趙の石虎に仕えており、将軍の地位にあった。
338年12月、密雲山に潜伏していた段部の首領段遼が後趙への帰順を願い出ると、石虎は将軍麻秋に3万の兵を与えて段遼を迎え入れさせ、鮮于亮もまた別動隊を率いてこれに従軍した。だが、行軍中の後趙軍は前燕の将軍慕容恪より奇襲を受け、麻秋は大敗を喫して軍は瓦解してしまった。この混乱の中で鮮于亮は馬を失ってしまい、山に登って退却を図ったが、途中で進むことが出来なくなると地面に端座した。前燕兵はこれを包囲すると、恫喝して立たせようとしたが、鮮于亮は「この身は貴人である。どうして小人どもに屈しようか！我を殺すことが出来なくば、ここから去るがよい！」と大声で言い放った。前燕兵はその立ち居振る舞いを見て大いに恐れ、殺す事も出来ずに前燕の君主慕容皝にこの事を告げた。これを聞いた慕容皝は人を派遣し、馬を与えて鮮于亮を迎え入れた。そして引見して語り合うと、慕容皝はその人となりに大いに喜んだという。鮮于亮は左常侍に任じられ、崔毖の娘を妻として与えられた。
342年11月、慕容皝は自ら4万の兵を高句麗征伐に赴くと、鮮于亮もまたこれに従軍した。先鋒の建威将軍慕容翰が南道より進んで高句麗の君主故国原王と戦闘を繰り広ると、その間に後続の慕容皝本隊が到着した。この時、鮮于亮は慕容皝へ「臣は俘虜（捕虜）の身であったにもかかわらず、王（慕容皝）より国士として遇していただきました。この恩には報いなければなりません。今日こそ臣の死すべき日であり、願わくば前駆となってこの命を捧げたく。」と述べ、自ら志願して僅か数十騎のみを従えて出陣した。そうして高句麗の陣へ突撃し、向かうところ撃破して敵軍を混乱に陥れ、これに前燕軍が一斉に呼応したために高句麗軍は大敗を喫し、前燕は勢いのままに丸都城を攻め落とした。
350年2月、慕容皝の後を継いだ慕容儁が後趙征伐の大軍を興すと、鮮于亮は前鋒将軍に任じられて慕容恪と共に軍の先鋒となった。鮮于亮は軍の先頭に立って敵陣を陥れ、薊城を陥落させた。これにより、その威名はさらに知れ渡った。功績により揚威将軍に昇進した。
後に章武郡太守に任じられ、356年11月には斉郡太守に移った。
その後の動向は史書には記されておらず、没年は不詳である。